# ウィリアム・ハーバート (初代ポウィス侯爵)

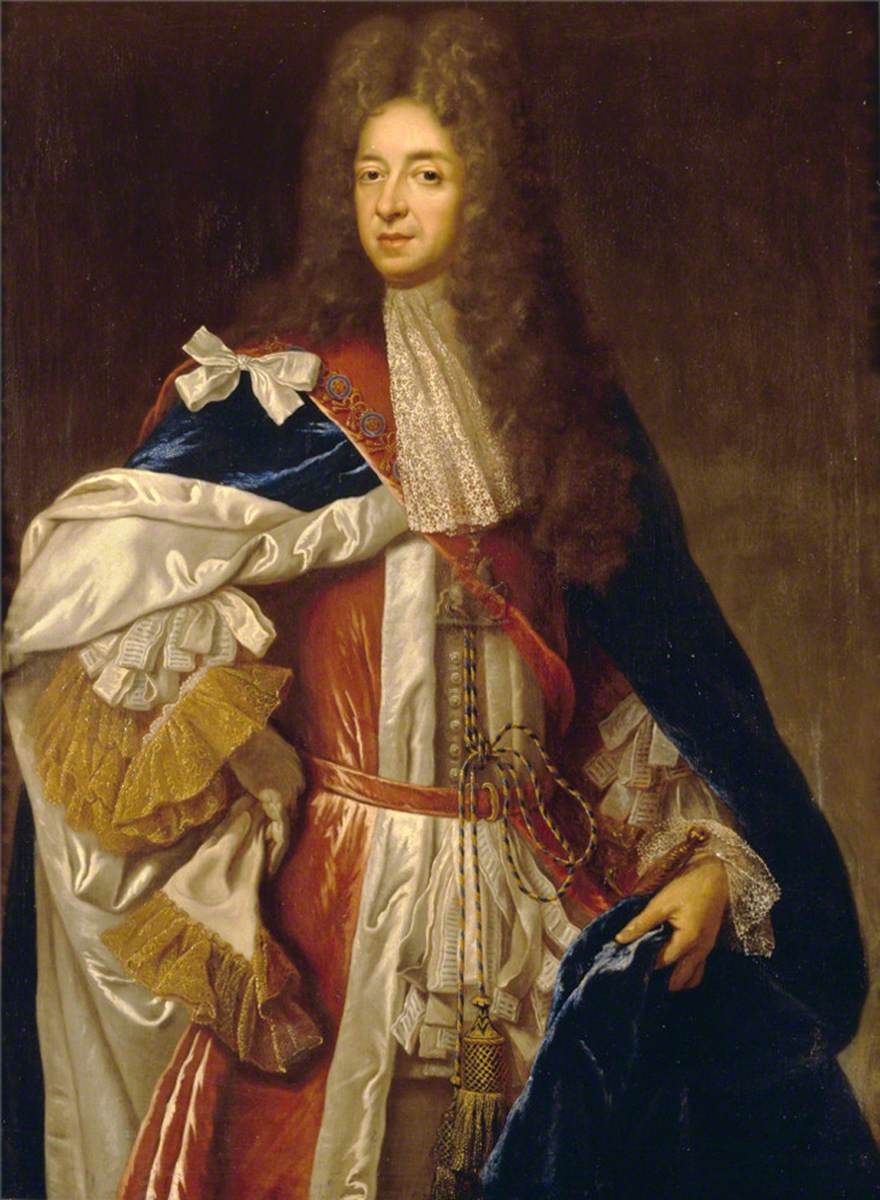

初代ポウィス侯爵ウィリアム・ハーバート（William Herbert, 1st Marquess of Powis, KG, PC,  1626年 - 1696年6月2日）は、イングランドの貴族、廷臣。初代ポウィス侯爵。

## 生涯
第2代ポウィス男爵パーシー・ハーバート(Percy Herbert, 2nd Baron Powis) と、その妻でロンドン市長ウィリアム・クレイヴン(William Craven) の娘エリザベス (Elizabeth Craven, 1600 - 1662) の間の一人息子として生まれた。
1667年に父の後を継いで第3代ポウィス男爵 (3rd Baron Powis) となり、1674年にチャールズ2世によりポウィス伯爵 (Earl of Powis) に陞爵した。1687年にはジェームズ2世によりモンゴメリー子爵 (Viscount Montgomery) およびポウィス侯爵 (Marquess of Powis) に叙せられた。1686年には枢密院の一員となった。
1654年7月に第2代ウスター侯爵エドワード・サマセットの娘エリザベス（1633頃 - 1691）と結婚し、間にウィニフレッド（1749年没、第5代ニスデール伯爵夫人）、アン（1748年没、第2代キャリントン子爵夫人）、フランセス（第4代シーフォース伯爵夫人）、メアリー（1744年没、第4代モンタギュー子爵夫人）、一人息子で後継ぎのウィリアム（1665年頃 - 1745年、第2代ポウィス侯爵）の1男4女をもうけた。
ポウィス侯爵は妻エリザベスとともにカトリック貴族層の指導者の1人であり、1688年の名誉革命が起きた後も、廃位されたジェームズ2世に忠誠を誓い続けた。ポウィス侯は王妃メアリーと生まれて間もないウェールズ公ジェームズ・フランシス・エドワード（大僭称者）をフランスに連れ出す任務を果たし、その功によってジェームズ2世によりジャコバイト貴族（Jacobite Peerage）の「ポウィス公爵 (Duke of Powis)」および「モンゴメリー侯爵 (Marquess of Montgomery)」に叙せられた。
1690年、ポウィス侯はジェームズ2世とともにアイルランドに上陸し、国王の主要な顧問の1人として活動した。ジェームズ2世はポウィス侯をアイルランドの枢密院顧問官および宮内長官に任命した。ポウィス侯はジェームズ2世がボイン川の戦いで敗れてフランスに逃げ戻り、サン＝ジェルマン＝アン＝レーに亡命宮廷を開くまでアイルランドに留まっていた。ポウィス侯はジャコバイト宮廷の重鎮であり、宮廷では司厨長および宮内長官を務めたが、国王の顧問たちの間ではさほど重視されていたとは言えなかった。妻エリザベスは1691年に亡くなるまで、メアリー王妃の女官長およびウェールズ公のガヴァネスを務めていた。ポウィス侯は1692年にガーター勲章を授与された。
ポウィス侯が乏しい収入でジャコバイト宮廷の格式を維持するのに苦闘しているうちに、他の者たちが宮廷に影響力を持つようになっていった。これは年1万ポンドの収入が得られる所領を失うというほかのジャコバイトよりも大きい代償を払ったにもかかわらずである。1696年6月2日にサン＝ジェルマンで落馬事故により死去し、その地に埋葬された。
一人息子で後継ぎのウィリアムは後に法廷闘争によりイギリスにおける所領の一部を取り戻し、父の代に私権剥奪法（Attainder）によって剥奪されていたポウィス侯爵位を正式に回復することに成功した。